# Jump cut
Jump cut é um corte na edição de vídeos ou filmes que remove parte de uma tomada gerando dois planos e uma transição brusca entre eles. Este tipo de edição faz um efeito de saltos para frente no tempo na cronologia de uma cena ou vídeo. 
Tendo a finalidade no meio cinematográfico de adiantar alguma ação ou a causa dela. Se tornou popular entre os produtores de conteúdos para internet a fim de diminuir a duração dos vídeos ou pulando pausas do remetente comumente chamados de "vloggers".

## Utilização
Ele é usado como uma manipulação do espaço temporal da narrativa, utilizando a duração de um única tomada, e fraturando a duração para mover o público a frente, não levando em consideração o estimo em continuidade, assim, muita das vezes, causando estranheza ao público. Contudo, ele não é conceituado como algo negativo numa produção cinematográfica quando usado de forma correta em momentos convenientes que corrobora para a compreensão da história.
Hoje em dia este corte ganhou uma nova roupagem no seu leque de utilizações, estando presente assiduamente nas produções para a internet, popularmente conhecidas como "vlogs". Onde o remetente é frequentemente cortado, e o público sempre sendo levado para a continuidade quase que interrupta do assunto em questão. Se tornou popular neste seguimento por diversos fatores, sendo um deles determinante, a necessidade de expor a ideia em um limite minimo de tempo; outra variável é o engajamento dos jovens que sempre dão mais atenção a algo estranhamente aleatório, assim fazendo a edição seguir este mesmo contexto.
Outra finalidade do Jump cut é minimizar erros e falhas de um projeto audiovisual afim de deixa-lo mais profissional possível. Eles não são constituídos por pausas de cortes longas, pois deste modo levaria a desconexão do assunto ao público. Alguns especialistas descreve esta técnica por "cortes secos" e interpretam e contextualizam eles assemelhando-os a "abrir e fechar os olhos". Como se uma pessoa estivesse vendo o vídeo e precisou piscar — ação natural e necessária de qualquer ser humano.